# Neuer Weg 24e (Quedlinburg)

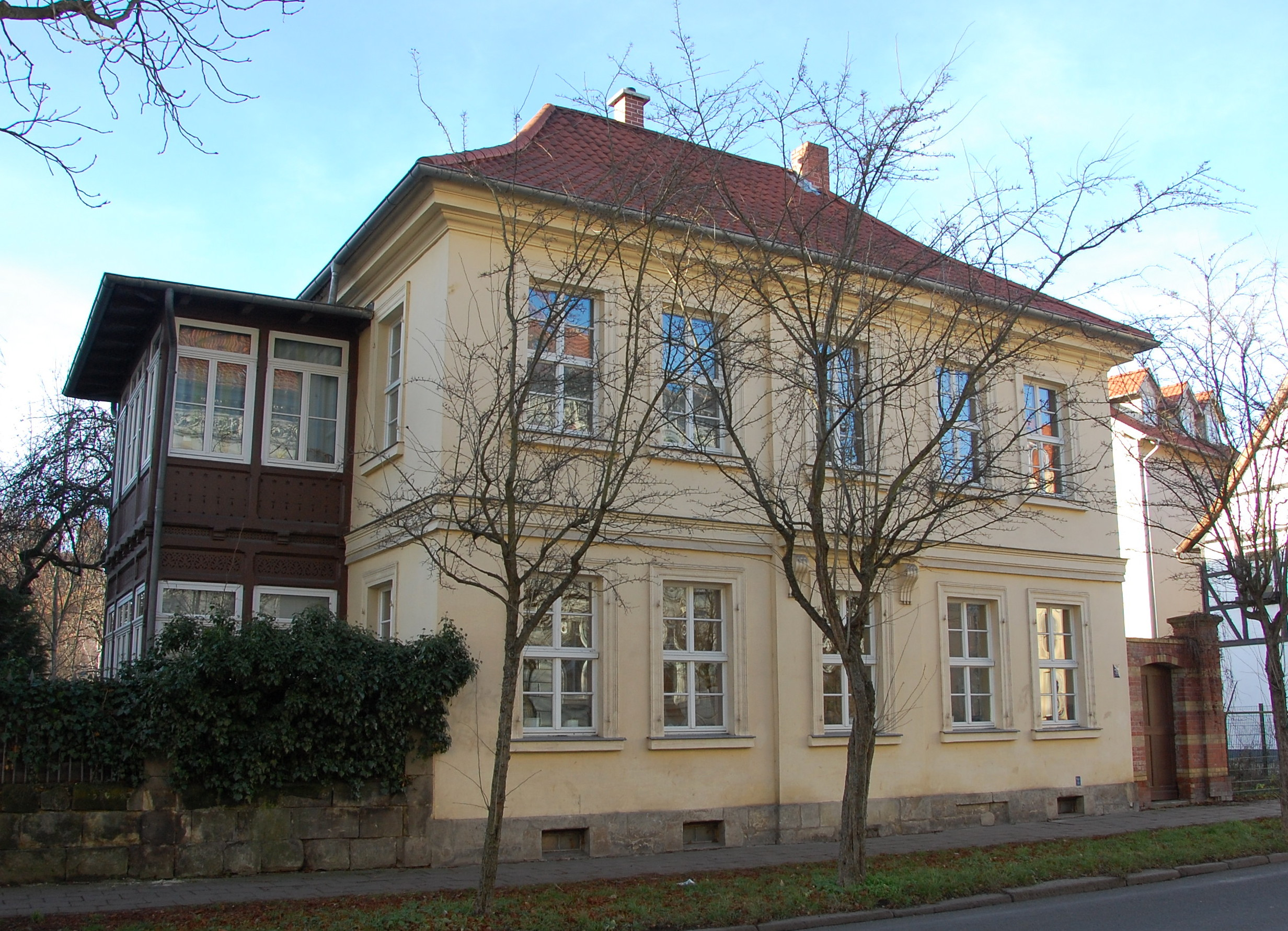
Haus Neuer Weg 24e

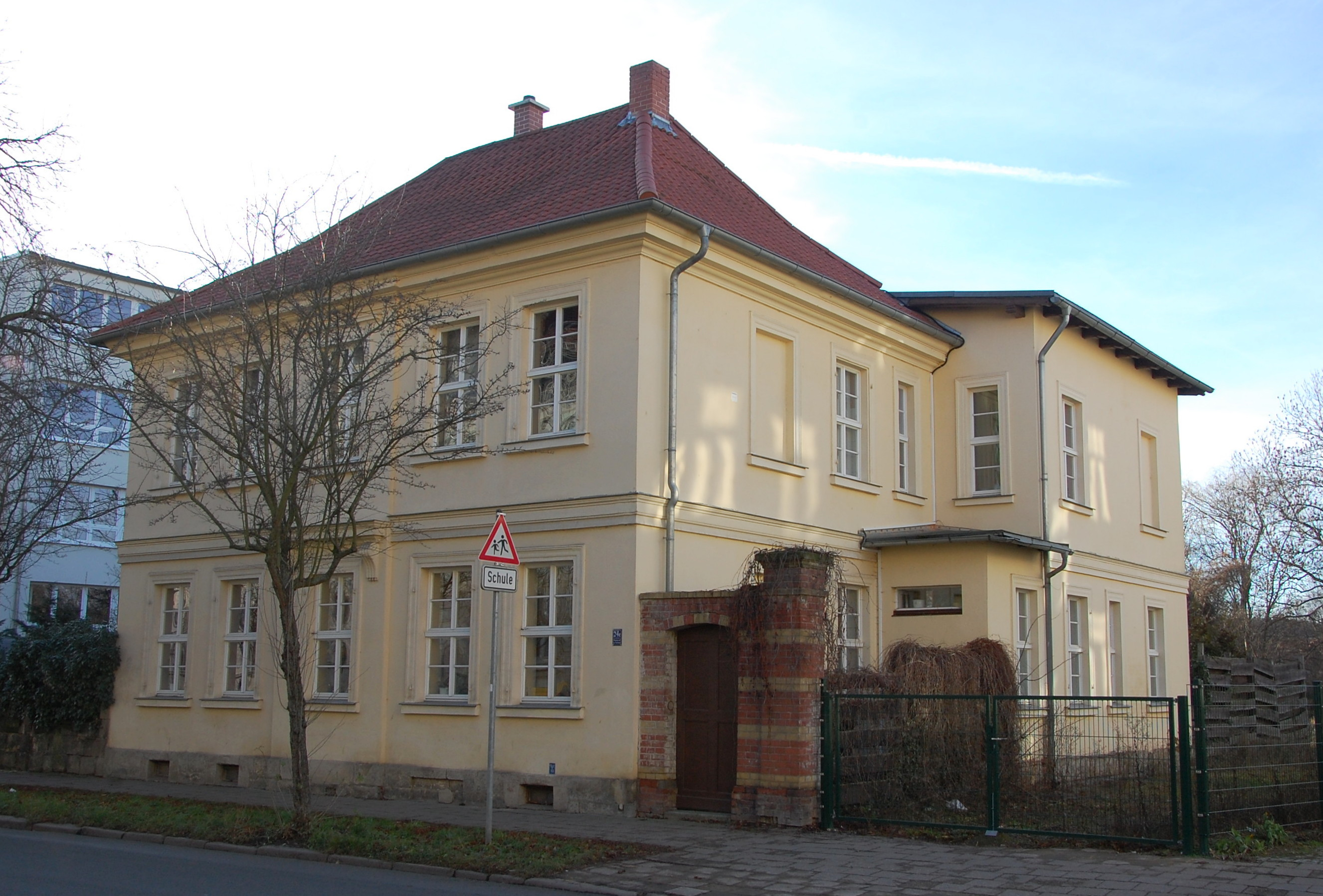
Blick von Nordosten

Das Haus Neuer Weg 24e ist ein denkmalgeschütztes Gebäude in Quedlinburg in Sachsen-Anhalt.

## Lage
Das im Quedlinburger Denkmalverzeichnis als Wohnhaus eingetragene Gebäude befindet sich südlich der historischen Quedlinburger Altstadt, auf der Westseite des Neuen Wegs.

## Architektur und Geschichte
Das zweigeschossige Gebäude entstand in der Zeit um 1840 im Stil des Klassizismus. Zur Bauzeit befand sich das Gebäude in einer vorstädtischen Lage. Die Fassade ist symmetrisch gestaltet. Vor der Südseite des Hauses ist ein hölzerner, sich über zwei Etagen erstreckender Verandaanbau angefügt. Die Veranda wurde im Stil eines Landhauses wohl um 1890 gebaut und entspricht der in der Region damals üblichen Gestaltung.